# Joo Hyung-joon
Joo Hyung-joon (22 april 1991) is een Zuid-Koreaanse langebaanschaatser. Hij werd derde tijdens de eerste massastartwedstrijd die voor de wereldbeker verreden werd in Astana. Op de Olympische Winterspelen in 2014 doet hij mee aan de 1500 meter en de ploegenachtervolging.

## Persoonlijke records
| Afstand      | Tijd     | Datum             | Baan           |
| ------------ | -------- | ----------------- | -------------- |
| 500 meter    | 37,03    | 21 januari 2015   | Seoul          |
| 1000 meter   | 1.10,27  | 20 september 2014 | Calgary        |
| 1500 meter   | 1.44,55  | 20 november 2015  | Salt Lake City |
| 3000 meter   | 3.50,81  | 11 oktober 2014   | Calgary        |
| 5000 meter   | 6.27,77  | 24 november 2012  | Kolomna        |
| 10.000 meter | 13.35,68 | 2 december 2012   | Astana         |

## Resultaten
| Jaar | WK afstanden                         | Olympische Spelen         | Wereldbeker                                |
| ---- | ------------------------------------ | ------------------------- | ------------------------------------------ |
| 2012 | 23e 5000m 7e achtervolging           |                           | 25e 5/10km · 8e massastart · achtervolging |
| 2013 | 10e 1500m · DQ 5000m · achtervolging |                           | 29e 1500m 33e 5k/10k 8e massastart         |
| 2014 |                                      | 29e 1500m · achtervolging | 41e 1500m 54e 5k/10k                       |
|      |                                      |                           |                                            |
| 2016 | 5e achtervolging                     |                           | 18e 1500m 48e 5k/10k 23e massastart        |
| 2017 | 11e massastart DNF achtervolging     |                           | 34e 1500m                                  |
| 2018 |                                      | 17e 1500m                 | 38e 1500m                                  |
|      |                                      |                           |                                            |
| 2020 |                                      |                           | 33e 1500m                                  |